# Suffruticosa
Con suffruticosa o pianta suffruticosa si intende una piccola pianta perenne, legnosa con rami erbacei fino alla base, alta al massimo mezzo metro.

## Storia
La morfologia delle piante deriva dalle loro risposte adattative all'ambiente; il botanico danese Christen Raunkiær nel 1903 classificò le piante in base alle loro forme biologiche.
Nella classificazione di Raunkiær, le camefite (Ch) possono essere del tipo suffruticose (Ch suffr).

## Esempi
Esempi di suffruticose:
- Salicornia strobilacea (Halocnemum strobilaceum)
- Potentilla caulescens
- Cassia ssp, Senna Fam.leguminose
- Helianthemum, genere
- Helichrysum, genere
- Betonica fetida (Stachys glutinosa)
- Erba perla rupestre (Moltkia suffruticosa)
- Santolina etrusca
- Odontarrhena nebrodensis
- Sideritis syriaca
- Limonium bocconei
- Brassica drepanensis
- Brassica bivoniana
- Centaurea tauromenitana
- Primula auricula
- Thlaspi, genere
- Chamaecytisus, genere
- Euphorbia amygdaloides
- Coronilla, genere
- Calendula suffruticosa
- Polygonum
- Cineraria (Senecio cineraria)
- Daphne, genere
- Inula
- Antirrhinum majus
- Antennaria dioica
- Teucrium chamaedrys
- Lavandula stoechas
- Ononis spinosa